# Alfred Peyser
Alfred Peyser (geboren 23. Dezember 1870 in Zehden, Provinz Brandenburg; gestorben 8. Juli 1955 in Baden-Baden) war ein deutscher HNO-Arzt.

## Leben
Peyser begann an der Friedrich-Wilhelms-Universität zu Berlin Medizin zu studieren. Dort wurde er Mitglied der liberalen Burschenschaft Neo-Silesia, die 1919 zu den Gründern des Burschenbunds-Convents gehörte. Er wechselte an die Ludwig-Maximilians-Universität München, die ihn 1893 zum Dr. med. promovierte. 1894 approbiert, kehrte er nach Berlin zurück. Er wurde Arzt für Hals-Nasen-Ohren-Heilkunde und ließ sich in Berlin-Charlottenburg als HNO-Arzt nieder. Am Städtischen Krankenhaus Westend war er Konsiliararzt. 1906 gründete er in Berlin das Seminar für Soziale Medizin, das er jahrelang leitete. Als Sanitätsrat war er Freimaurer bei der Berliner Loge Hammonia zur Treue. Als Mitglied im Verband nationaldeutscher Juden wurde er 1930 zum (letzten) Vorsitzenden der jüdischen Reformgemeinde gewählt. 1933 wurde er aus dem städtischen Dienst Charlottenburgs entlassen und inhaftiert. Nachdem 1938 allen jüdischen Ärzten die Approbation entzogen worden war (Berufsverbot) verlor er seine Stelle als konsultierender HNO-Arzt am Krankenhaus Westend. Daraufhin emigrierte er 1939 nach Schweden. Dort arbeitete er hauptsächlich als Übersetzer medizinischer Fachliteratur. Seinen Lebensunterhalt verdiente er als Arzt und Berater einer schwedischen Arzneimittelfirma.
Verheiratet war Peyser seit 1902 mit Sophie Fraenkel, geboren 1883 in Breslau (der nach Berlin größten jüdischen Gemeinde im Deutschen Reich). Der Ehe entstammen drei Kinder, darunter die Tochter Dora Peyser. Sie waren schon 1934 ins Exil gegangen.

## Werke
- Arzt und Berufsberatung. 10 Vorträge des Seminars für Soziale Medizin zu Berlin. 1922.
- mit A. H. Maué: Gewerbliche Ohrenschädigungen und ihre Verhütung. Beihefte zum Zentralblatt für Gewerbehygiene und Unfallverhütung 1928.